# Parc Nacional del Huascarán
El Parc Nacional del Huascarán, declarat com a espai natural protegit, l'1 de juliol de 1975 se situa al departament peruà d'Áncash, famós per tenir al seu territori a 16 cims nevats per sobre dels 6.000 msnm i el cim més alt del Perú i de tota la zona intertropical: el massís nevat Huascarán del qual obté el nom.
Es troba inscrit a la llista del Patrimoni de la Humanitat des del 1985. I també com a Reserva de la Biosfera des del 1977.